# Маркай (село)
Маркай (кирг. Маркай) — село в Сузакском районе Джалал-Абадской области Кыргызстана. Входит в состав Барпынского айылного аймака.

## География
Село расположено в юго-восточной части области, к северу от реки Чангет, на расстоянии приблизительно 25 километров (по прямой) к северо-востоку от села Сузак, административного центра района. Абсолютная высота — 1372 метра над уровнем моря.

## Население
Согласно оценочным данным Национального статистического комитета Кыргызской Республики, численность населения села на начало 2023 года составляла 697 человек.
| год     | 2009 | 2014 | 2015 | 2020 | 2021 | 2023 |
| ------- | ---- | ---- | ---- | ---- | ---- | ---- |
| человек | 481  | 599  | 633  | 664  | 676  | 697  |